# Лукас Пратто
Лукас Пратто (ісп. Lucas Pratto, нар. 4 червня 1988, Ла-Плата) — аргентинський футболіст, нападник клубу «Велес Сарсфілд».
Виступав, зокрема, за клуби «Атлетіку Мінейру», «Сан-Паулу» та «Рівер Плейт», а також національну збірну Аргентини.

## Клубна кар'єра
Народився 4 червня 1988 року в місті Ла-Плата. Вихованець юнацьких команд футбольних клубів «Естудьянтес», «Хімнасія і Есгріма» та «Бока Хуніорс».
У дорослому футболі дебютував 2007 року виступами (на правах оренди) за команду клубу «Тігре», в якій провів один сезон, взявши участь у 13 матчах чемпіонату. 
Наступного сезону (2008/09) виступав за норвезький клуб «Люн» також на правах оренди. Два матчі в тому сезоні провів за «Бока Хуніорс» але в основному складі не закріпився і наступні два сезони на правах оренди провів у складі команд клубів «Уніон», «Універсідад Католіка».
Сезон 2011–2012 провів у складі клубу «Дженоа».
Своєю грою за останню команду привернув увагу представників тренерського штабу клубу «Велес Сарсфілд», до складу якого приєднався 2012 року. Відіграв за команду з Буенос-Айреса наступні три сезони своєї ігрової кар'єри. Більшість часу, проведеного у складі «Велес Сарсфілда», був основним гравцем атакувальної ланки команди.
До складу клубу «Атлетіко Мінейру» приєднався 2015 року. Відтоді встиг відіграти за команду з Белу-Оризонті 42 матчі в національному чемпіонаті.

## Виступи за збірну
2016 року дебютував в офіційних матчах у складі національної збірної Аргентини. Наразі провів у формі головної команди країни 5 матчів, забивши 2 голи.
| Дата       | Місто    | Господарі | Результат | Гості     | Турнір            | Голи | Примітки |
| ---------- | -------- | --------- | --------- | --------- | ----------------- | ---- | -------- |
| 1-9-2016   | Мендоса  | Аргентина | 1 – 0     | Уругвай   | Відбір до ЧС 2018 | -    | 70'      |
| 6-9-2016   | Мерида   | Венесуела | 2 – 2     | Аргентина | Відбір до ЧС 2018 | 1    |          |
| 11-10-2016 | Кордова  | Аргентина | 0 – 1     | Парагвай  | Відбір до ЧС 2018 | -    | 70'      |
| 15-11-2016 | Сан-Хуан | Аргентина | 3 – 0     | Колумбія  | Відбір до ЧС 2018 | 1    | 28' 79'  |
| 28-3-2017  | Ла-Пас   | Болівія   | 2 – 0     | Аргентина | Відбір до ЧС 2018 | -    |          |
| Усього     |          | Матчів    | 5         |           | Голів             | 2    |          |

## Титули і досягнення
- Чемпіон Чилі (1):

«Універсідад Католіка»: 2010
- Чемпіон Аргентини (1):

«Велес Сарсфілд»: 2012 І
- Переможець Ліги Мінейро (2):

«Атлетіку Мінейру»: 2015, 2016
- Володар Кубка Лібертадорес (1):

«Рівер Плейт»: 2018
- Володар Суперкубка Аргентини (2):

«Велес Сарсфілд»: 2013
«Рівер Плейт»: 2017
- Переможець Рекопи Південної Америки (1):

«Рівер Плейт»: 2019
- Чемпіон Парагваю (1):

«Олімпія»: 2024К
- Володар Кубка Аргентини (1):

«Рівер Плейт»: 2019